# Who You Are (Cary Brothers)
| Recensione | Giudizio |
| ---------- | -------- |
| AllMusic   |          |

Who You Are è il primo album studio del cantautore statunitense Cary Brothers, pubblicato nel 2007. Ha raggiunto la 22ª posizione nella classifica Top Heatseekers.

## Tracce
Testi e musiche di Cary Brothers, tranne dove indicato.
1. Jealousy – 4:51
2. Ride – 3:40
3. Who You Are – 3:40
4. The Glass Parade – 4:51
5. Honestly – 4:56
6. The Last One – 3:41
7. Lonliest Girl in the World – 2:56
8. If You Were Here – 3:49 (Tom Bailey, Alannah Currie, Joe Leeway)
9. Think Awhile – 2:55
10. All the Rage – 4:27
11. Precious Lie – 4:43
12. [Senza titolo] – 1:00
13. [Senza titolo] – 0:58
14. Blue Eyes – 4:19